# (25386) 1999 UE3
1999 يو إي 3 (ويعرف أيضًا باسم (25386) 1999 يو إي 3 وفق تسمية الكوكب الصغير) (بالإنجليزية: 1999 UE3)‏ هو كويكب ضمن حزام الكويكبات؛ وترتيبه 25386 من حيث الاكتشاف.
اكتُشف هذا الجُرم الفلكي بواسطة وولف بيكل ‏ في 17 أكتوبر 1999.

## وصلات خارجية
- (25386) 1999 UE3 في قاعدة بيانات مختبر الدفع النفاث لأجرام النظام الشمسي الصغيرة

- الاكتشاف · مخطط المدار ·  العناصر المدارية · المعلمات المادية

- (25386) 1999 UE3 على موقع ويكي سكاي: DSS2, SDSS, GALEX, IRAS, Hydrogen α, X-Ray, Astrophoto, Sky Map, Articles and images